# Oberraden

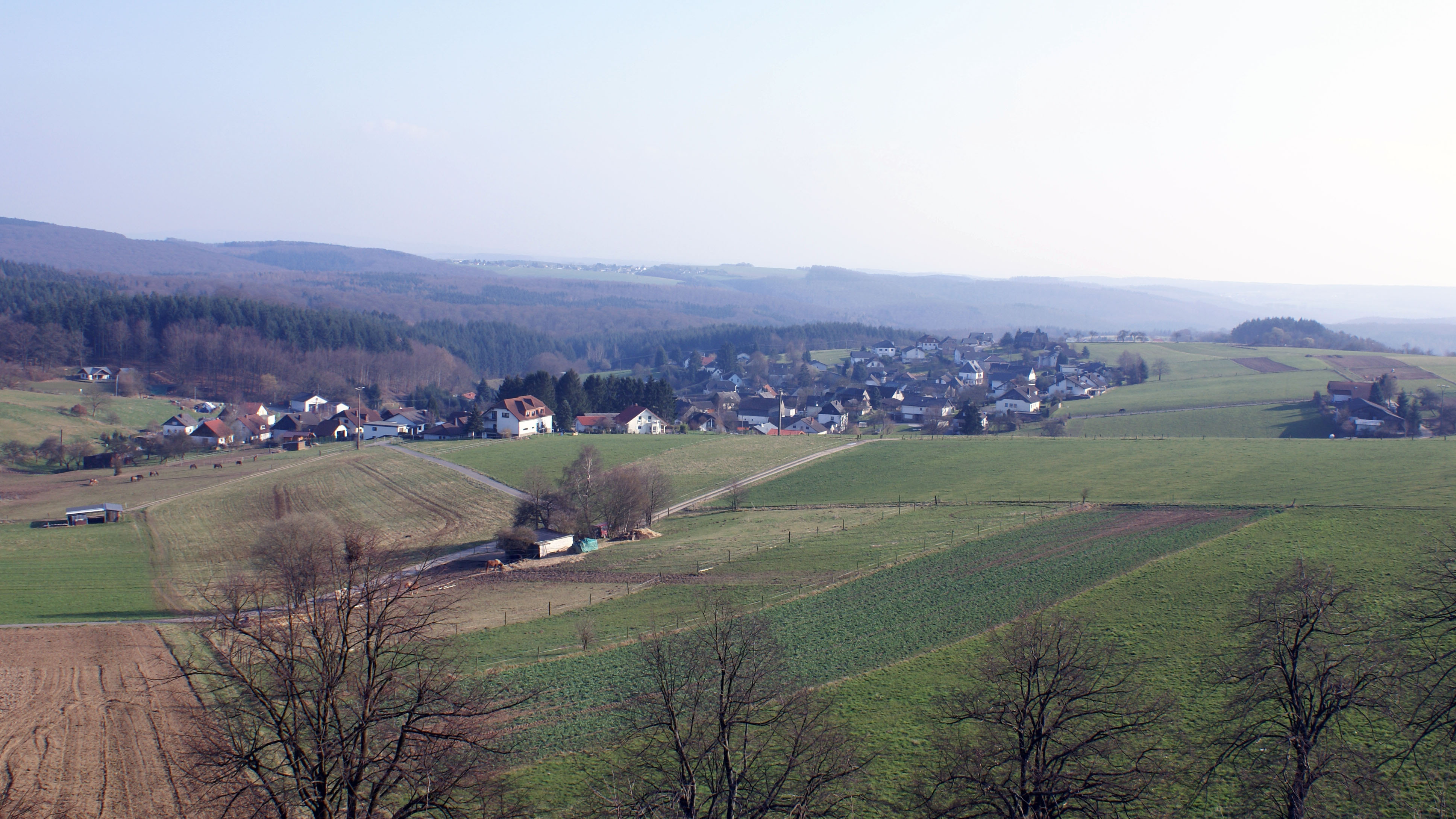
Blick über Oberraden von Oberhonnefeld-Gierend aus

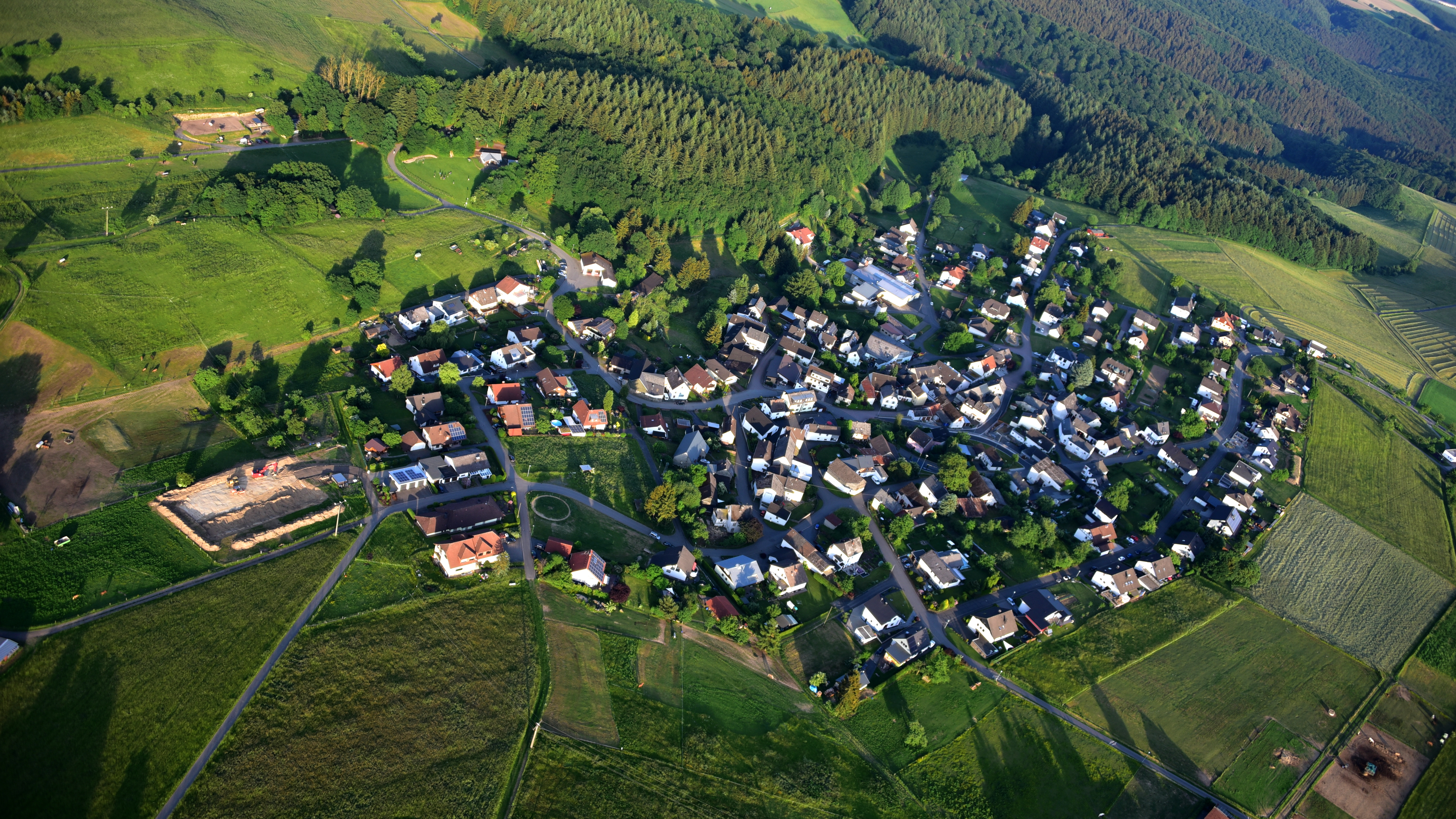
Oberraden, Luftaufnahme (2018)

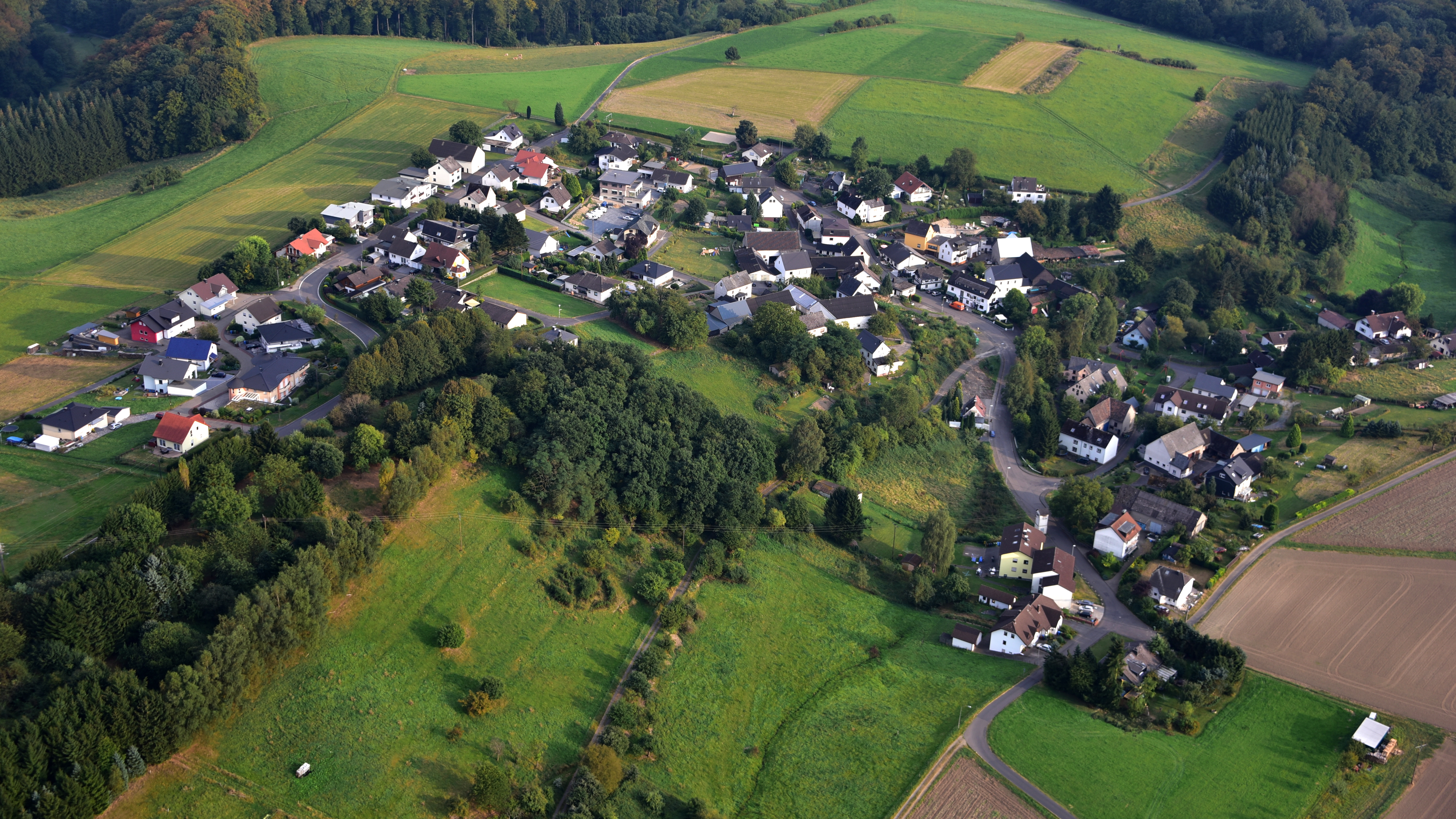
Niederraden, Luftaufnahme (2016)

Oberraden ist eine Ortsgemeinde im Landkreis Neuwied im Norden von Rheinland-Pfalz. Sie gehört der Verbandsgemeinde Rengsdorf-Waldbreitbach an.

## Geographie
Der Ort liegt im Naturpark Rhein-Westerwald nördlich von Rengsdorf. Zur Gemeinde Oberraden gehört der Ortsteil Niederraden.

## Geschichte
Der Ort Oberraden wurde erstmals 1139 in einer Bestätigungsurkunde des Papstes Innozenz II. mit der Bezeichnung „Hadenhagen“ als Besitztum der Abtei Laach erwähnt. Im Jahre 1147 wurde der Hof zu Niederraden erstmals von Papst Eugen III. als Laacher Eigentum erwähnt. Der Ort begegnet fortan unter wechselnden Schreibweisen: Adinhan, Adenhan, Adenhayn, Adenowe, Hadenhaga und Hadenhagen. Die Herren von Aden gaben dem Ort auch den Namen (Ober-Aden). Der Laacher Abt Fulbert (1152–1177) übergab 1155 den Ort Folcholderoth (Wüstung bei Anhausen) dem Ruthard von Adenhagen (Oberraden), mit dem sich bereits der Ortsadel (derer von Aden) herausgebildet hatte. Die Hofleute in Hadenhagen werden künftig häufiger angetroffen, wenn durch die Herrschaft das sogenannte Kindgedinge (Aufteilung der Kinder) vollzogen wird. Hen von Oberraden nennt sich 1475 einen Frei-Schultheiß. Die wiedischen Grafen bemächtigten sich in der Zeit der Reformation der Besitzungen in und um Oberraden/Niederraden. Die Einwohner befreien sich in der Mitte des 18. Jahrhunderts von der Leibeigenschaft, dies mit dem Verweis auf die zurückliegende Kastor-Höferschaft. Ab 1815 ist die Grundherrschaft Ober- und Niederraden preußisch.
Kulturdenkmäler
Siehe Liste der Kulturdenkmäler in Oberraden
Statistik zur Einwohnerentwicklung
Die Entwicklung der Einwohnerzahl von Oberraden, die Werte von 1871 bis 1987 beruhen auf Volkszählungen:
| Jahr | Einwohner |
| 1815 | 214       |
| 1835 | 299       |
| 1871 | 315       |
| 1905 | 373       |
| 1939 | 322       |
| 1950 | 364       |

| Jahr | Einwohner |
| 1961 | 410       |
| 1970 | 416       |
| 1987 | 500       |
| 2005 | 666       |
| 2023 | 667       |

## Politik

### Bürgermeister
Achim Braasch wurde am 3. Juli 2014 Ortsbürgermeister von Oberraden. Bei der Direktwahl am 26. Mai 2019 wurde er mit einem Stimmenanteil von 87,67 % für weitere fünf Jahre in seinem Amt bestätigt. Er wurde im Juni 2024 wiedergewählt.
Vorgänger von Achim Braasch war Wilfried Rüdig.

### Wappen
| Wappen von Oberraden | Blasonierung: „In Grün eine silberne Wellenleiste nach links, unten ein schwarzer Dreiberg, belegt mit silberner Pflugschar und daraus wachsend links ein kugelförmiger Baum, oben ein goldenes, achtspeichiges Rad.“ |
| Wappen von Oberraden | Wappenbegründung: Das Rad in der Wappendarstellung ist nicht als Hinweis auf die Landwirtschaft zu verstehen, sondern ist abgeleitet vom Wappen der Herren zu ObeR-ADEN. Die silberne Wellenleiste symbolisiert die Aubach, die östlich durch Oberraden fließt. Der Baum auf dem Wappen ist eine ca. 160 Jahre alte Kugeleiche im Aubachtal. Sie steht auf dem Gebiet der ehemaligen Knochenmühle. |

### Gebietsreform 1974
Im Rahmen der mit Wirkung vom 17. März 1974 ausgeführten Gebietsreform in Rheinland-Pfalz wurden mit diesem Datum die bis dahin selbständigen Gemeinden Niederraden und Oberraden zusammengeschlossen.

## Verkehr
Westlich der Gemeinde verläuft die B 256, die von Neuwied nach Altenkirchen führt. Die nächste Autobahnanschlussstelle ist Neuwied an der A 3. Der nächstgelegene ICE-Bahnhof ist in Montabaur an der Schnellfahrstrecke Köln–Rhein/Main. Im Westen des Ortes und etwas außerhalb an der B256 liegt die Bushaltestelle „Gewerbegebiet Oberraden“. Von dort aus gelangt man mit der Regiobuslinie 120 von Montag bis Samstag stündlich innerhalb von 30 Minuten nach Neuwied und so auch in 51 Minuten nach Altenkirchen. Samstags endet jeder zweite Bus schon in Horhausen, während sonntags sowieso nur alle zwei Stunden ein Bus pro Richtung verkehrt.

## Persönlichkeiten
- Hans-Werner Breithausen (* 1960), Politiker (SPD), seit 2018 Bürgermeister der Verbandsgemeinde Rengsdorf-Waldbreitbach